# 米爾頓鎮區 (印第安納州傑佛遜縣)
米爾頓鎮區（英語：Milton Township）是位於美國印第安納州傑佛遜縣的一個行政鎮區。

## 地方資料
根據2010年美國人口普查的數據，米爾頓鎮區的面積為90.80平方千米，當中陸地面積為89.60平方千米，而水域面積為1.20平方千米。當地共有人口896人，而人口密度為每平方千米9.87人。